# Protesty w Budapeszcie
Protesty w Budapeszcie w 2006 roku – seria antyrządowych protestów i demonstracji w centrum stolicy Węgier, Budapeszcie, które odbyły się jesienią 2006 roku. Były to największe protesty na Węgrzech od czasu upadku komunizmu. Oprócz wydarzeń w stolicy, doszło również do zamieszek w innych miastach.

## Powód protestów

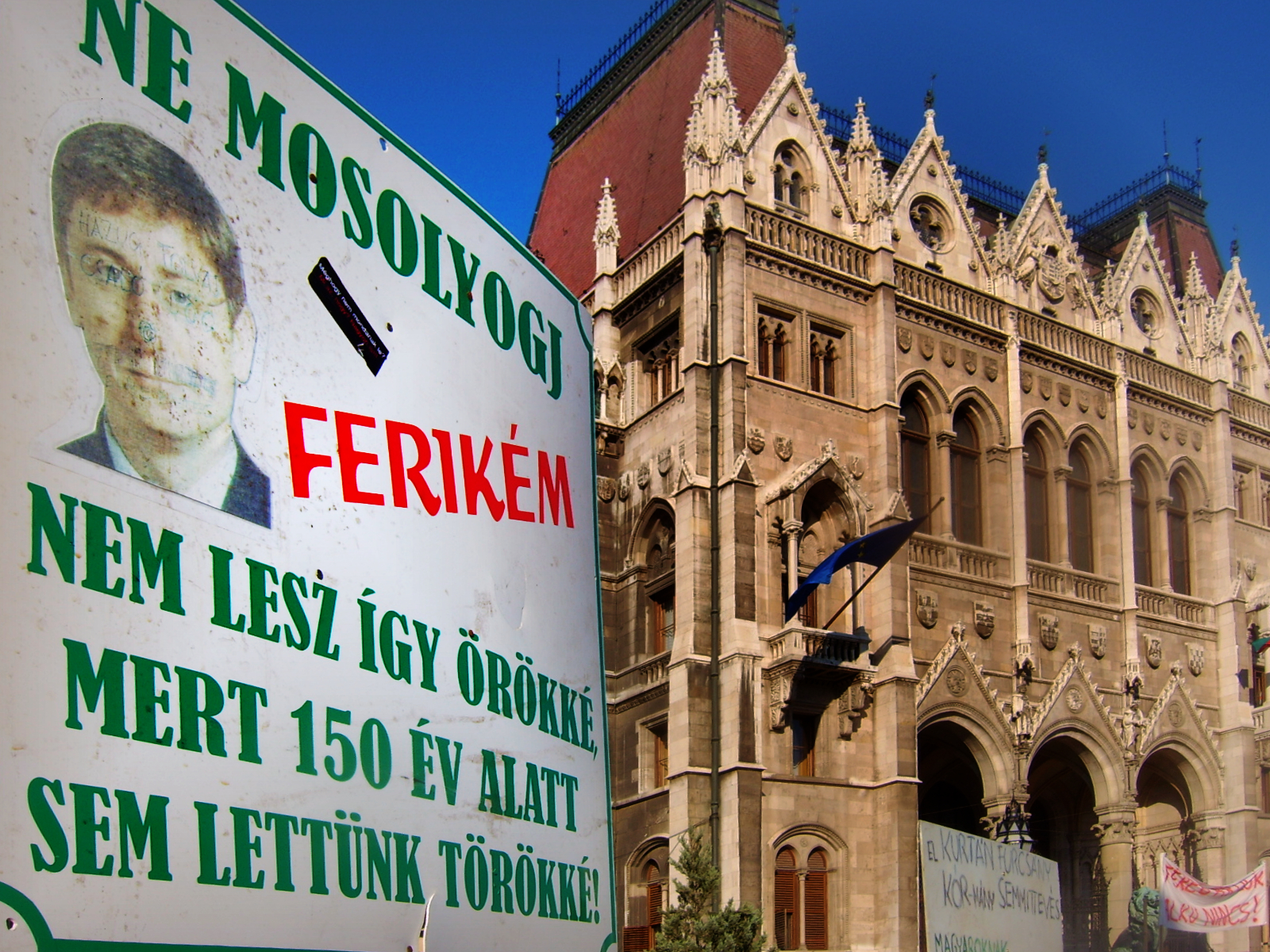
„Nie uśmiechaj się, Franku, nie będzie tak na zawsze, bo nawet przez 150 lat nie zostaliśmy Turkami!”

17 września 2006 roku węgierskie radio publiczne zaprezentowało na antenie fragmenty nagrań, w których można usłyszeć jak urzędujący premier Węgier Ferenc Gyurcsány w sposób wulgarny przyznaje się, że jego rząd kłamał przez dwa lata, tylko po to, aby wygrać wybory i zdobyć władzę w kraju. 25-minutowe nagranie pochodziło z 26 maja tego roku, gdy odbyło się zamknięte spotkanie posłów Węgierskiej Partii Socjalistycznej, w miesiąc po wygranych przez nią wyborach parlamentarnych. Gyurcsány na naradzie, powiedział, że rząd po 18 miesiącach kłamstw, gdy on był premierem powinien przeprowadzić niepopularne reformy. Premier powiedział wówczas między innymi: „Kłamaliśmy rano, nocą i wieczorem”, „I wówczas, zresztą, nic nie robiliśmy w ciągu czterech lat. Nic. Nie możecie mi podać ani jednego poważnego środka rządowego, z którego moglibyśmy być dumni, poza tym, że na końcu odzyskaliśmy władzę z gówna. Nic. Kiedy trzeba będzie rozliczyć się z krajem, powiedzą co robiliśmy w ciągu czterech lat, co mówimy?”, „Nie ma wielu opcji. Nie ma dlatego, że spieprzyliśmy. Nie tylko trochę, ale bardzo”. Wsparcia premierowi udzielili socjalistyczni deputowani do parlamentu, natomiast opozycja wezwała premiera do natychmiastowej dymisji. 

## Protesty
18 września blisko 3-tysięczny tłum stolicy Węgier wyszedł na ulice protestując przeciwko premierowi i rządzącej partii socjalistycznej. Następnego dnia, tłum zebrał się pod budynkiem parlamentu, gdzie początkowo pokojowa demonstracja przerodziła się w bijatykę z policją pod gmachem publicznej telewizji. Ponad dziesięciotysięczny tłum po kilku godzinach podpalił budynek telewizji. W starciach z policją rannych zostało około 200 osób, w tym blisko 100 policjantów. Premier Gyurcsány nakazał policji przywrócić bezwzględny spokój w stolicy, używając wszelkich dostępnych środków. Zgodnie z jego decyzją, zebrała się również Rada Bezpieczeństwa Narodowego, która ma dokonać analizy sytuacji i rozważyć dalsze kroki.
W nocy z 19 na 20 września, ponowne zamieszki wybuchły w okolicach siedziby partii socjalistycznej, gdzie rannych zostało około 50 osób. Natomiast 10 tysięcy pokojowych demonstrantów zebrało się pod budynkiem parlamentu na placu Lajosa Kossutha, gdzie tłum domagał się dymisji premiera.

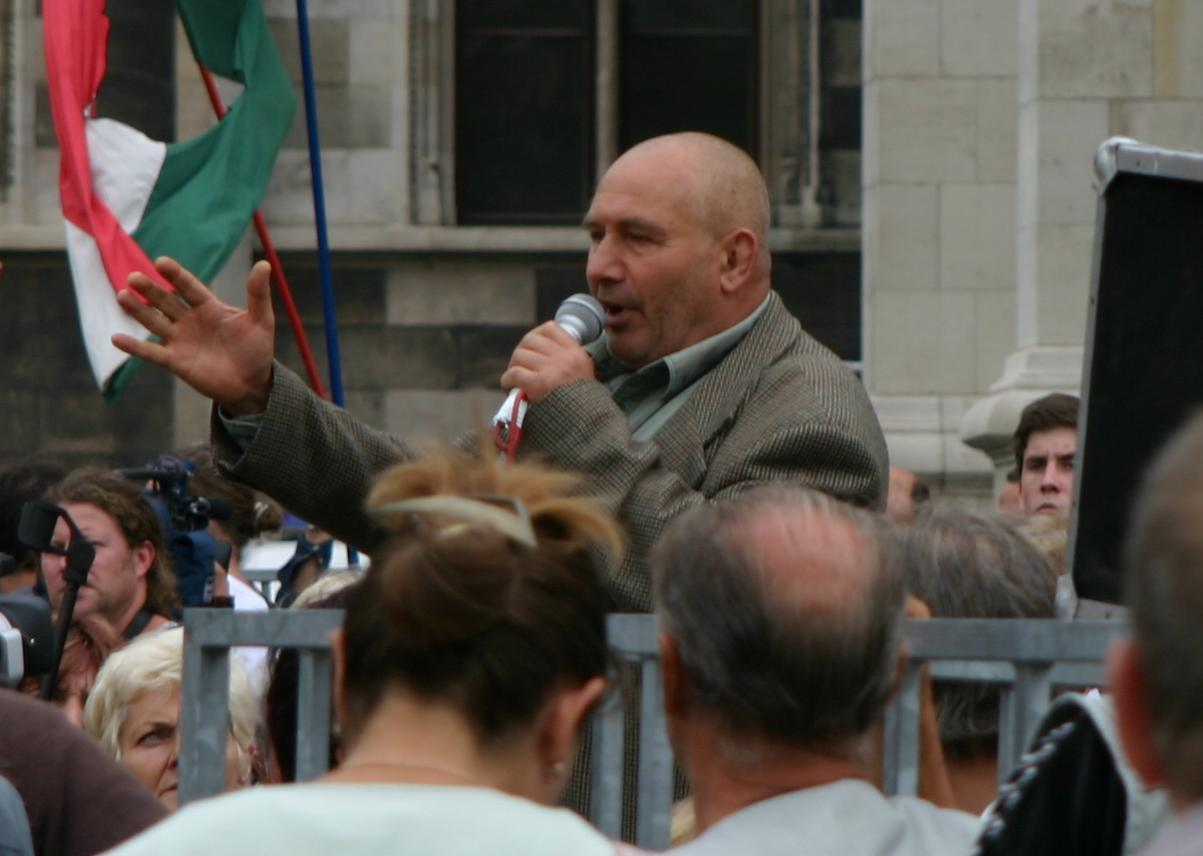
György Ekrem-Kemál, działacz skrajnie nacjonalistyczny, syn powstańca z 1956 roku, przemawia przed budynkiem parlamentu, 18 września 2006

W nocy z 22 na 23 października węgierska policja złamała umowę zawartą z demonstrantami. Umowa stanowiła, że policja otoczy protestujących kordonem oraz odgrodzi ich specjalnym parawanem od oficjalnych obchodów rocznicy rewolucji z 1956 roku, a niedługo przed tymi obchodami wejdzie na teren demonstracji i skontroluje demonstrantów pod kątem posiadania przez nich niebezpiecznych przedmiotów. Policja jednak używając siły brutalnie rozpędziła demonstrację i sprzątnęła miasteczko namiotowe stworzone przez protestujących. Protestującym udało się uruchomić muzealny czołg T-34-85 będący elementem rocznicowej wystawy i użyć go w walkach z policją.

## Rezultat
Wzburzenie Węgrów przyczyną manifestacji (skandaliczna treść przemowy Ferenca Gyurcsány’iego i postępowanie w związku z nią) i poczucie wspólnego interesu w odrzuceniu tej władzy doprowadziło do przełomowych wyborów do Zgromadzenia Krajowego w 2010 roku. Przyciągając Węgrów ideą zmiany wygrała je koalicja Fidesz-KDNP, druzgocząc dawną władzę, zyskując większość kwalifikowaną oraz reformując Węgry.